# Hennenboden
Hennenboden ist ein Dorf in der Gemeinde Ellbögen im Bezirk Innsbruck-Land in Tirol. Es liegt oberhalb der Ellbögener Straße zwischen Patsch und St. Peter.